# Dioplotherium
Dioplotherium is een geslacht van uitgestorven zeekoeien uit de familie van de doejongs. Dit dier leefde tijdens het Laat-Oligoceen, Mioceen en Vroeg-Plioceen in de kustwateren van het Amerikaanse continent.

## Soorten
Het geslacht Dioplotherium omvat twee beschreven soorten:
- D. manigaulti: de typesoort leefde in het Laat-Oligoceen en Mioceen langs de zuidoostkust van Noord-Amerika met fossiele vondsten in de Amerikaanse staten Florida, Georgia en South Carolina.[1]
- D. allisoni: deze soort leefde in de westelijke Atlantische Oceaan en de oostelijke Grote Oceaan. Fossielen zijn gevonden in Californië, het Mexicaanse Baja California en Brazilië.[2]

In Brazilië en Mexico zijn fossielen gevonden van nog naamloze soorten die tijdens respectievelijk het Vroeg-Mioceen en Vroeg-Plioceen leefden. Deze twee soorten zijn nauwer verwant aan D. allisoni dan aan D. manigaulti. In de Culebra-formatie in Panama is een circa 20 miljoen jaar oude schedel van een nieuwe, nog naamloze soort Dioplotherium gevonden.

## Kenmerken
Dioplotherium was een grote doejong van ongeveer drie meter lang en 500 kg zwaar. Het voornaamste kenmerk van dit dier waren de lange, afgeplatte, ruitvormige slagtanden. Dioplotherium voedde zich met de wortelstokken van zeegras. Dioplotherium deelde zijn leefgebied met enkele andere doejongachtigen, zoals Metaxytherium en Nanosiren. Door verschil in lichaamsgrootte en aspecten van de slagtanden hadden de verschillende doejongs een ander voedingspatroon, waardoor er weinig concurrentie was. Zo leefde Dioplotherium door zijn formaat in dieper water en kon het met zijn lange slagtanden grotere planten eten dan de andere doejongachtigen.